# Canton de Puteaux
Le canton de Puteaux est une ancienne division administrative française située dans le département des Hauts-de-Seine et la région Île-de-France.

## Histoire
Conseillers généraux des anciens cantons de Puteaux :
1re circonscription (Puteaux) :
| Période | Période          | Identité           | Étiquette | Qualité                                                                      |
| ------- | ---------------- | ------------------ | --------- | ---------------------------------------------------------------------------- |
| 1925    | 1930 (décès)     | Marius Jacotot     | SFIO      | Ouvrier mécanicien à l'Arsenal de Puteaux Maire de Puteaux (1925-1930)       |
| 1930    | 1932 (démission) | Georges Barthélemy | SFIO      | Employé de banque Maire de Puteaux (1930-1944) Député (1932-1940)            |
| 1932    | 1940             | Firmin Aury        | SFIO      | Rédacteur au Ministère de l'Instruction Publique Adjoint au Maire de Puteaux |

2e circonscription (Nanterre) :
| Période | Période              | Identité       | Étiquette | Qualité                      |
| ------- | -------------------- | -------------- | --------- | ---------------------------- |
| 1935    | 1936 (démission)     | Waldeck Rochet | PCF       | Maraîcher Député (1936-1940) |
| 1937    | 1940 (déchu en 1940) | Raymond Barbet | PCF       | Ouvrier Maire de Nanterre    |

3e circonscription (Suresnes) :
| Période | Période | Identité      | Étiquette | Qualité |
| ------- | ------- | ------------- | --------- | --- |
| 1910    | 1940    | Henri Sellier | SFIO      | Employé de banque, puis rédacteur au Ministère du Travail Maire de Suresnes (1919-1941) Sénateur (1935-1943) Ministre (1936-1937) |

## Représentation
| Période          | Période          | Identité                                  | Étiquette     | Qualité |
| ---------------- | ---------------- | ----------------------------------------- | ------------- | --- |
| 1967             | 1973             | Georges Dardel                            | SFIO puis DVG | Cheminot Sénateur (1959-1979) Maire de Puteaux (1948-1969) Président du Conseil Général de la Seine (1964-1967) |
| 1973             | 1989 (démission) | Charles Ceccaldi-Raynaud                  | DVD puis RPR  | Avocat, commissaire de police, puis administrateur des services civils Maire de Puteaux (1969-2004)             |
| 1989             | 2002             | Joëlle Franchi puis Ceccaldi-Raynaud      | RPR           | Clerc de notaire Vice-présidente du conseil général Adjointe au maire de Puteaux Suppléante de Nicolas Sarkozy  |
| 17 novembre 2002 | 2004             | Reine Denoulet                            | UMP           | Adjointe au maire de Puteaux                                                                                    |
| 2004             | 2011             | Charles Ceccaldi-Raynaud                  | UMP           | Ancien député (1993-1995) Ancien sénateur (1995-2004)                                                           |
| 2011             | 2015             | Vincent Franchi (petit-fils du précédent) | UMP           | Adjoint au Maire de Puteaux Elu en 2015 dans le Canton de Courbevoie-2                                          |

## Composition
| Nom                 | Code Insee | Codepostal | Superficie (km2) | Population (dernière pop. légale) | Densité (hab./km2) |
| ------------------- | ---------- | ---------- | ---------------- | --------------------------------- | ------------------ |
| Puteaux (chef-lieu) | 92062      | 92800      | 3,19             | 44 514 (2012)                     | 13 954             |

## Démographie
| 1962   | 1968   | 1975   | 1982   | 1990   | 1999   | 2006   | 2011   | 2012   |
| ------ | ------ | ------ | ------ | ------ | ------ | ------ | ------ | ------ |
| 39 640 | 37 946 | 35 514 | 36 117 | 42 756 | 40 780 | 42 981 | 44 683 | 44 514 |